# 유고 (조애왕)
조애왕 유고(趙哀王 劉高, ? ~ 기원전 66년)는 중국 전한의 황족 · 제후왕으로, 조왕이다. 조경왕 유창의 아들이며 조회왕 유존의 아우다.
형 조회왕이 조회왕 5년(기원전 69년)에 아들 없이 죽자, 봉국이 2년간 폐지되었다가 지절 4년(기원전 66년) 2월 갑자일에 선제가 아버지의 가계를 잇게 해 조왕이 됐다. 4월에 죽어 아들 조공왕 유충이 뒤를 이었다.

## 가계
- 조경왕 유창
  - 조회왕 유존
  - 조애왕 유고
    - 조공왕 유충
    - 백향대후 유매
    - 안향효후 유희

백향대후와 안향효후는 모두 경녕 원년(기원전 33년) 4월 정묘일에 봉해졌다.